# Бжостек
Бжо́стек (пол. Brzostek) — місто в піденно-східній Польщі, на річці Віслока.
Належить до Дембіцького повіту Підкарпатського воєводства.
Первісним населенням були русини-лемки, які з часом полонізувались. Проте навіть у ХХ столітті в місті проживали греко-католики, які належали до парафії Ріпник (Короснянський деканат).

## Демографія
Демографічна структура станом на 31 березня 2011 року:
|          | Загалом | Допрацездатний вік | Працездатний вік | Постпрацездатний вік |
| -------- | ------- | ------------------ | ---------------- | -------------------- |
| Чоловіки | 1284    | 266                | 916              | 102                  |
| Жінки    | 1355    | 288                | 842              | 225                  |
| Разом    | 2639    | 554                | 1758             | 327                  |